# Manuel Marín Oconitrillo
Manuel Marín Oconitrillo (Alajuela, 1970) es un escritor y cantante costarricense.

## Biografía
Nació en la ciudad de Alajuela, pero vivió su infancia y adolescencia en Cañas, Guanacaste. Desde el año 2000 radica en Colonia, Alemania. Estudió canto en las escuelas de música de la Universidad de Costa Rica (UCR) y de la Universidad Nacional Autónoma de Costa Rica (UNA). Realizó su debut en la ópera con La cambiale di matrimonio, de G. Rossini. Se ha especializado en el lied (canción culta), y su repertorio incluye desde obras renacentistas hasta contemporáneas, de tres continentes y en diecisiete idiomas. Como escritor, su primera publicación apareció en el año 1993, en la Colección Líneas Grises, del Círculo de Escritores Costarricenses. Es autor principalmente de novela y cuento, pero su obra incluye poesía y ensayo. Su obra fue incluida en Historias de nunca acabar. Antología del nuevo cuento costarricense. Ha sido traducido al italiano y al alemán.

## Publicaciones
- Cerrando el círculo (cuentos, San José: Editorial Líneas Grises,1993)
- Fábula de los oráculos (cuentos, San José: Editorial de la UCR, 1997; Euned, 2009).
- De bestiis (novela, España: Lulu.com, 2007)
- Invocaciones (poesía, San José: Editorial Arboleda, 2012)
- El día de la tercera revelación (novela, ECR, 2013)
- Favola degli oracoli' (España: Lulu.com, 2013)
- Schließt sich der Kreis (España, Lulu.com, 2013)

## Enlaces
- Editorial Costa Rica  Archivado el 4 de marzo de 2016 en Wayback Machine.
- Literofilia
- Novelistas costarricenses
- Letras Uruguay

- Datos: Q16301321